# HD7934
HD7934 — хімічно пекулярна зоря спектрального класу A7, що має видиму зоряну величину в смузі V приблизно  7,4.
Вона  розташована на відстані близько 392,0 світлових років від Сонця.